# Plexipomisis thetis
Plexipomisis thetis är en korallart som beskrevs av Philip Alderslade 1998. Plexipomisis thetis ingår i släktet Plexipomisis och familjen Isididae. Inga underarter finns listade i Catalogue of Life.